# Hubert Wimber
Hubert Wimber (* 1949 in Recklinghausen) war von Frühjahr 1998 bis Mai 2015 Polizeipräsident in Münster.

## Leben
Wimber studierte nach dem Abitur und Wehrdienst Volkswirtschaften und Sozialwissenschaften an der Ruhr-Universität Bochum und Universität Göttingen und schloss als Diplomsozialwirt sein Studium ab. Er ist seit etwa 1987 Mitglied von Bündnis 90/Die Grünen. Wimber war ab 1995 Abteilungsleiter im Polizeipräsidium Recklinghausen.
Wimber ist unter anderem auch für die Sicherstellung der Transporte von radioaktivem Abfall ins Zwischenlager Ahaus verantwortlich. Wimber gilt als strikter Gegner von Gewalt: „Es ist meine Überzeugung, daß auch Gewalt gegen Sachen nicht als Form friedlichen Widerstands verharmlost werden darf.“ Er halte nichts von einem „laxem Umgang mit dem Gewaltmonopol“.
Im Januar 2010 sprach sich Wimber in einem Schreiben gegenüber dem Deutschen Hanfverband für eine Legalisierung von Cannabis aus. Im Rückblick auf die Alkoholprohibition in den USA meint Wimber, „dass eigentlich rationale Drogenpolitik zu dem Ergebnis kommen muss, dass Repression kontraproduktiv ist, nichts bringt und insofern wäre das Ende der Diskussion um die Legalisierung in der Tat ein Drogenladen, in dem die einschlägigen Substanzen unter staatlicher Lizenzierung unter Kontrolle und staatlicher Distribution verkauft werden; mit dem entsprechenden Beratungsangebot, was die Suchtpotenziale der jeweiligen Wirkstoffe angeht.“

Nach seiner Pensionierung wurde er im September 2015 Gründungs-Vorsitzender der Law Enforcement Against Prohibition in Deutschland, die sich für ein Ende des so genannten War on Drugs und eine Reform der Drogenpolitik einsetzt. Während seines aktiven Dienstes wurde ihm die Teilnahme von Innenminister Ralf Jäger aus dienstrechtlichen Gründen verweigert. Zudem ist er Mitglied im Schildower Kreis, welcher sich für die Legalisierung von Drogen einsetzt.
2011 schlug Wimber die Kennzeichnungspflicht für Radfahrer vor, damit „Geisterfahrer, Rotlichtsünder und Unfallflüchtige“ auch nachträglich ermittelt werden können. Im Juli 2012 sprach er sich gegen eine solche Kennzeichnungspflicht aus, denn „der Bürokratieaufwand wäre zu groß“. Gleichzeitig forderte er die Promillegrenze zur Fahruntüchtigkeit bei Radfahrern von 1,6 auf 1,1 Promille herabzusetzen und damit der Grenze für Autofahrer anzugleichen.
Kritik fand das Konzept des Polizeipräsidenten zum Vorgehen der Polizei bei der Nazi-Demonstration und der gleichzeitigen Gegendemonstration in Münster am 3. März 2012. Unter anderem erlitt ein 21-jähriger Gegendemonstrant durch polizeiliche Maßnahmen ein Schädel-Hirn-Trauma. Gegen die Bundestagsabgeordnete Ingrid Remmers wurde tätlich vorgegangen.
Im August 2012 äußerte sich Wimber, die Polizei solle ihre Aufgaben in Teilbereichen reduzieren, so unter anderem die Unfallaufnahme bei Blechschäden nicht mehr vornehmen, wofür er nicht nur vom ADAC, sondern auch aus den eigenen Reihen kritisiert wurde. Weiterhin schlug Wimber vor, die Bürger sollen nächtliche Ruhestörungen zukünftig ohne polizeiliche Unterstützung selbständig regeln, was von der CDU-Opposition im Landtag kritisiert und mit einem Aufruf zur Selbstjustiz verglichen wurde. Aus Reihen der SPD erhielt der Vorschlag ebenfalls Kritik, die Ordnungspartnerschaft Bahnhof legte gar die Abschaffung der Polizei sowie die Bildung einer Bürgerwehr nahe.
Im Juni 2014 wurde Wimber von NRW-Innenminister Ralf Jäger (SPD) in eine Expertenkommission zum demografischen Wandel bei der Polizei in Nordrhein-Westfalen berufen. Die vierköpfige Kommission, der neben Grünen-Mitglied Wimber der damalige Kölner Polizeipräsident Wolfgang Albers (Mitglied der SPD), der Landrat des Kreises Mettmann Thomas Hendele (CDU) und Professor Jürgen Weibler von der Fern-Universität Hagen angehörten, legte ein Jahr später ihren Abschlussbericht (siehe Veröffentlichung) mit Vorschlägen zu einer Polizeireform in NRW vor. Die Experten zeigten verschiedene Einsparpotenziale auf, konnten sich aber im Hinblick auf die Polizeiorganisation nicht auf ein gemeinsames Modell einigen.

## Veröffentlichungen
- Wolfgang Albers, Thomas Hendele, Jürgen Weibler, Hubert Wimber: Bürgernahe Polizei – Den demographischen Wandel gestalten. Ergebnisbericht der Expertenkommission. Hilden 2015 (Digitalisat; PDF-Datei, 3,56 MB).